# Падакін Павло Дмитрович
Павло Дмитрович Падакін (нар. 8 червня 1994, Київ, Україна) — український, згодом російський  хокеїст, правий нападник. 

## Життєпис
Вихованець хокейної школи київського «Сокола». Виступав у Північноамериканській Хокейній лізі (юніорська), ЗХЛ (молодіжна), АХЛ (фарм-клуби команд НХЛ) хокейних лігах, а також у хокейній лізі Східного узбережжя.
Провів два сезони в клубі ВХЛ «Калгарі Гітмен», зігравши за клуб 137 матчів та закинувши 50 шайб. Навесні Падакін повернувся в Україну і підписав контракт з ХК «Донбас», з яким збирався дебютувати у КХЛ. Через відмову донецького клубу від участі в чемпіонаті Континентальної хокейної ліги (сезон 2014/2015) повернувся в Північну Америку. Сезон 2015-2016 провів у фарм-клубі «Філадельфії Флаєрс» в АХЛ «Лігай-Веллі Фентомс» (41 матч, 2 голи, 7 передач) та «Редінґ Роялс» (26 ігор, 8 шайб, 9 передач). 
У 2016 році підписав контракт на один сезон з ХК «Сочі» та прийняв громадянство Росії. У заявці на отримання російського громадянства стверджував, що останні три роки прожив у Криму, хоча з 2012 року він виступав у юніорських лігах Північної Америки.

## Особисте життя
Був одружений з канадкою Ешлін Ноел, яка виступає в групі підтримки футбольного клубу з Калгарі. Весілля відбулося 2015 року на пляжі в Мексиці. У 2017 році одружився вдруге на українці Гусарчук Олександрі Сергіївні. Весілля відбулося на льоду.

## Кар'єра
- Збірна України U18 (2009-2010)
- Збірна України U18 (2010-2011)
- «Фейрбенкс Айс Догз» (NAHL) (2011-2012)
- «Збірна України U20» (2011-2012)
- «Калгарі Гітмен» ЗХЛ (2012-2013)
- «Калгарі Гітмен» ЗХЛ (2013-2014)
- «Збірна України з хокею із шайбою» (2014-2015)
- «Калгарі Гітмен» ЗХЛ (2014-2015)
- «Реджайна Петсі» ЗХЛ (2014-2015)
- «Лігай-Веллі Фентомс» АХЛ (2015-2016)
- «Редінґ Роялс» ХЛСУ(2015-2016)
- ХК «Сочі» КХЛ (2016-2018)
- Нафтохімік (Нижньокамськ) КХЛ (2018-2020)
- ХК «Сочі» КХЛ (2020-2021)
- «Дорнбірн» АХЛ (2021-2022)
- «Унія» (Освенцим) ПЕЛ (2022-2023)

У складі національної збірної України учасник чемпіонатів світу 2014.
Юніорський чемпіонат світу з хокею із шайбою 2010
Молодіжний чемпіонат світу з хокею із шайбою 2012